# DaxibotulinumtoxinA

La DaxibotulinumtoxinA, vendido bajo el nombre comercial Daxxify, es un medicamento que se utiliza para mejorar la apariencia de las arrugas de expresión que se forman entre las cejas. Una prescripción alternativa es para el tratamiento de la distonía cervical. Se administra en forma directa mediante inyección en el músculo. Los efectos pueden durar hasta 6 meses.
Algunos efectos secundarios relativamente comunes pueden ser dolor de cabeza, caída de los párpados y dificultad para gesticular. Entre los efectos secundarios más graves puede haber  problemas para tragar o respirar. Químicamente es una toxina botulínica A que inhibe la liberación de acetilcolina y actúa como agente bloqueante neuromuscular.
La DaxibotulinumtoxinA fue aprobada para uso médico en los Estados Unidos en 2022. Es un competidor comercial de Botox.